# Пергамска керамика
Пергамска керамика или Источна А сигилата је најзначајнија врста источне керамике са црвеном превлаком. Иако не постоји доказ о томе да се производила у Пергаму, овај назив је задржан у литератури, али је у употреби и Источна А керамика.
Одликује се светло мрком или светло жутом бојом земље и непорозном, мрком превлаком умереног сјаја и скромном орнаментиком.
Основни облици су плитки тањири, зделе и пехари.
Центри у којима се производила су непознати, али се претпоставља да се од средине 2. века производила на више места на Блиском истоку, попут Александрије.
Распрострањеност ове керамике је од Египта до Киликије.